# Neuviller-la-Roche
Neuviller-la-Roche es una comuna francesa situada en la circunscripción administrativa de Bajo Rin y, desde el 1 de enero de 2021, en el territorio de la Colectividad Europea de Alsacia, en la región de Gran Este.
Forma parte de la región histórica y cultural de Alsacia.
Denominada originalmente Neuwiller, el 28 de diciembre de 1961 se estableció su nuevo nombre.

## Demografía
| 342 | 391 | 376 | 335 | 334 | 375 | 331 |
| Para los censos de 1962 a 1999 la población legal corresponde a la población sin duplicidades (Fuente: INSEE [Consultar]) |     |     |     |     |     |     |